# Forte de São Caetano do Pópulo

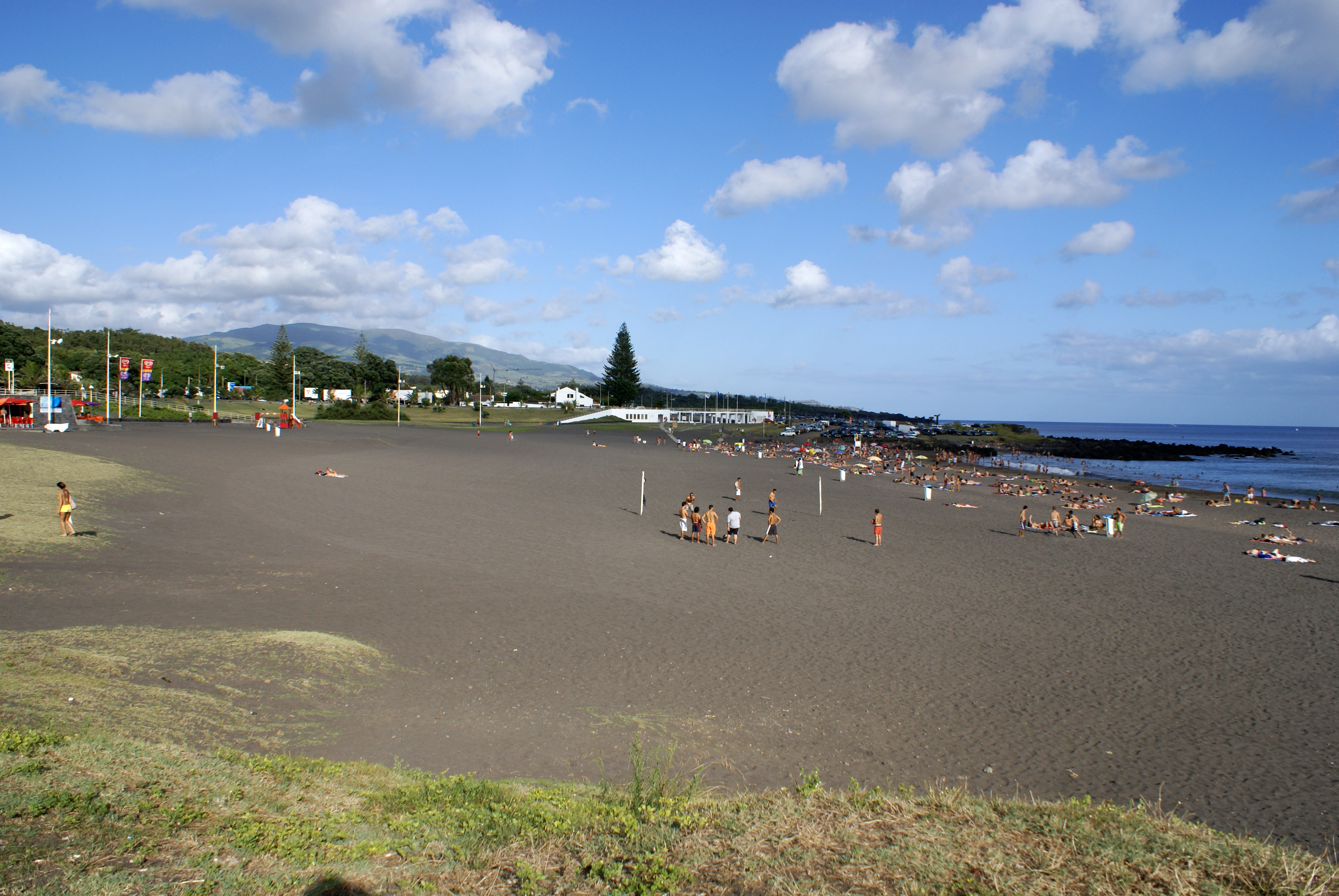
Praia do Pópulo, Ponta Delgada.

O Forte de São Caetano do Pópulo localiza-se na praia do Pópulo, na freguesia de Livramento, no concelho de Ponta Delgada, na costa sudeste da ilha de São Miguel, nos Açores.
Em posição dominante sobre este trecho do litoral, constituiu-se em uma fortificação destinada à defesa deste ancoradouro contra os ataques de piratas e corsários, outrora frequentes nesta região do oceano Atlântico.

## História
No contexto da Guerra da Sucessão Espanhola (1702-1714) encontra-se referido como "O Fortim de S. Caetano." na relação "Fortificações nos Açores existentes em 1710".
No contexto da instalação da Capitania Geral dos Açores, o seu estado foi assim reportado em 1767:
"6.° — Forte de S. Caetano. Tem 9 canhoneiras e 6 peças de ferro incapazes, precisa 9."
Ao final do século XVIII, a Relação dos Castelos e mais Fortes da Ilha de S. Miguel do seu estado do da sua Artelharia, Palamentas, Muniçoens e do q.' mais precizam, pelo major engenheiro João Leite de Chaves e Melo Borba Gato, informava:
"Forte de S. Caetano - No lugar de Rosto de Cam, cituado em hu'a restinga, q.' devide o areal de S. Roque, de 192 braças de extenção, da prainha de 114, p.a defença d'ambas, porem as suas faces, ou batarias mal dirigidas p.a este fim; preciza de hu'a bataria opposta, p.a defender o desembarque com tiros cruzados, pois q' este deve ser deve ser considerado como o pr.o lugar em razão da costa, e da proximid.e da cid.e, pois o Forte de S, Fran.co referido, pouco auxilia: tem 6 canhoneiras e 4 peças tãobem no chão, as casas abatidas, sem portão, e concequent.e sem palamenta, nem muniçoens."
Pode ser o forte que SOUSA (1995), ao descrever as defesas do porto de Ponta Delgada em 1822, refere: "(...) os [fortes] de S. Pedro e Rosto de Cão [fortificados] de 20 e tantas [peças de grande calibre]; (...).", informação que para qualquer um dos fortes outrora existentes em Rosto de Cão será exagerada.
A "Relação" do marechal de campo Barão de Bastos em 1862 informa que "Tem alojamentos, e um barracão construido pela reparticao de Saude" (Governo Civil de Ponta Delgada), e que se encontrava "Em soffrivel estado". E complementa:
"Como obra defensiva pode desde já desprezar-se, pela sua má situação e defeituoza construcção.
Tem servido de lazareto provizorio, e por este motivo conviria entregar-se definitivamente á repartição de saude para tratar da sua conservação, por ser aproveitavel para o referido objecto."
Durante a Segunda Guerra Mundial voltou a abrigar uma guarnição, tendo recebido obras em betão.
Em 2008 foi objeto de interesse por parte da Associação Arqueológica do Arquipélago dos Açores.
Atualmente encontra-se abandonado e em ruínas.

## Características
Constituiu-se em um forte de pequenas dimensões, em cujos muros se rasgavam seis canhoneiras de acordo com Chaves e Melo. Outras fontes referem que apresentava a forma de duas meias lunetas (uma sobre cada praia), cada uma com cinco canhoneiras, e, em seu terrapleno, três construções e um torreão, este pelo lado de terra, junto ao portão de acesso.